# 840 Zenobia
840 Zenobia, asteroid glavnog pojasa. Otkrio ga je Max Wolf, 25. rujna 1916.

## Vanjske poveznice
- Minor Planet Center